# Dirrty
"Dirrty" (tạm dịch: "Dơ bẩn" hay "Đồi trụy") là một bài hát của nữ nghệ sĩ thu âm người Mỹ Christina Aguilera hợp tác với rapper Redman. Bài hát được viết bởi chính cô và Redman cùng với Rockwilder, Balewa Muhammad, Jasper Cameron và được sản xuất bởi cô cùng với Rockwilder. Aguilera muốn sản xuất bài hát một cách "cuồng nhiệt và đồi trụy" để cho công chúng thấy được hình ảnh mới của cô. Cô cũng định đặt tên cho bài hát với một cái tên sai chính tả như "Dirtee" hoặc "Dirrdy". "Dirrty" được phát hành dưới dạng đĩa đơn đầu tiên trích từ album phòng thu thứ hai của cô mang tên Stripped (2002).
"Dirrty" nhận được các ý kiến trái chiều từ giới phê bình âm nhạc. Một số nhà phê bình đánh giá bài hát là một bài hát tệ hại với giọng ca của Aguilera quá "khiêm tốn" trong ca khúc. Song, số khác lại ca ngợi "Dirrty" là ca khúc hay nhất trích từ Stripped. Về mặt thương mại, tại Mỹ, "Dirrty" là một thất bại khi chỉ xếp hạng 48 trên bảng xếp hạng Billboard Hot 100. Song, tại những quốc gia khác, bài hát là một thành công thương mại, lọt vào tốp mười tại Úc, Áo, Bỉ, Canada, Đan Mạch, châu Âu, Đức, Hungary, Ý, Hà Lan, Na Uy, Tây Ban Nha, Thụy Điển, Thụy Sĩ và đặc biệt thành công tại Ireland và Liên hiệp Anh khi đứng vị trí quán quân tại hai bảng xếp hạng này.
Video âm nhạc của "Dirrty" cho công chúng thấy hình ảnh mới mẻ của Christina Aguilera so với trước đó, giúp cô từ một hình tượng "Công chúa nhạc Pop" thành một "Biểu tượng sex". Video có nội dung không phù hợp với lứa tuổi vị thành niên khi liên quan đến sex và bạo lực. Hình ảnh mới của Aguilera trong "Dirrty" đã bị chỉ trích nặng nề tại Mỹ, và đặc biệt là video bị ngừng phát sóng tại thị trường Thái Lan. Mặc dù vậy, video này đã được đánh giá tích cực từ Kelly Clarkson, Miley Cyrus và Taylor Momsen. Đặc biệt, Miley còn ca ngợi đây là video vĩ đại nhất mọi thời đại. Aguilera đã biểu diễn bài hát tại nhiều nơi, trong đó có ba chuyến lưu diễn Justified/Stripped Tour, Stripped Live... on Tour, Back to Basics Tour, lễ trao giải MTV EMAs và tại lễ trao giải MTV VMAs năm 2003.

## Thực hiện
Aguilera đã hợp tác cùng với nhà sản xuất nhạc hip hop Rockwilder trong đĩa đơn nổi tiếng trước là "Lady Marmalade" (2001) do cô trình diễn cùng với Mýa, Lil' Kim và Pink. Sau đó, năm 2002, Aguilera đã mời Rockwilder cùng thực hiện trong công việc sáng tác và sản xuất album Stripped. Aguilera đã nhờ anh sáng tác một ca khúc thật "cuồng nhiệt và đồi trụy" để cho công chúng thấy hình ảnh mới của cô trong sự trở lại sắp tới. Trong khi sáng tác, Aguilera đã gợi ý dùng nền nhạc của đĩa đơn "Let's Get Dirty (I Can't Get in da Club)" (2001) của rapper Redman, và "Dirrty" là một ca khúc được sáng tác lại từ đó, với sự hợp tác của chính Redman. Ban đầu, theo nhà sản xuất Linda Perry, đĩa đơn "Beautiful" mới là đĩa đơn đầu tiên trích từ Stripped chứ không phải là "Dirrty". Song, hãng đĩa thu âm RCA lại quyết định chọn ca khúc này làm đĩa đơn đầu để thu hút sự chú ý của công chúng. Về tựa đề của bài hát, Aguilera đã có gợi ý về việc dùng những tựa sai chính tả đề làm nổi bật bài hát, trong đó có "Dirrtee" và "Dirrdy". Tuy nhiên, sau khi thấy được video âm nhạc mà mình thực hiện, cô đã quyết định chọn tựa đề "Dirrty" chính thức.
Trong cuộc phỏng vấn với tờ tạp chí Entertainment Weekly, Linda Perry đã thể hiện sự thất vọng khi Aguilera chọn "Dirrty" làm đĩa đơn đầu tiên: 

"Christina thực sự rất tài năng, tôi rất hài lòng. Tôi thật sự không thể hiểu nổi tại sao cô ấy phải giấu đi nó [sự tài năng] và thay vào đó là một biểu tượng sex cơ chứ. Cô ta còn thậm chí mặc bộ đồ đó [trong video âm nhạc] vào phòng thu âm... Một cô gái như Christina không hề phù hợp với trang phục đó tí nào."

"Dirrty" được chính thức phát hành vào tháng 9 năm 2012 dưới dạng đĩa đơn CD và đĩa quay máy hát (vinyl) dạng 12" (12 inch) trên toàn thế giới. Tại Mỹ, phiên bản đĩa CD của ca khúc có mặt B là "Make Over". Còn tại một vài quốc gia châu Âu, phiên bản đĩa CD có mặt B là "I Will Be".

## Sáng tác
"Dirrty" được sáng tác bởi Aguilera, Rockwilder, Redman, Balewa Muhammad, Jasper Cameron và được thu âm tại hai phòng thu là Phòng thu The Enterprise ở Burbank, California và Phòng thu Conway ở Hollywood, Los Angeles, California. Bài hát mang thể loại nhạc hip hop được sáng tác với nốt chủ đạo là nốt G thứ. Trong đó, phần đọc rap của Redman và phần điệp khúc được viết trên nốt B giáng. Bài hát cũng mang đậm chất nhạc dance sôi động với nhịp đập nhanh. Ngoài ra, giọng hát của Christina Aguilera trong bài hát dao động khoảng hai quãng tám, từ nốt F3 đến nốt D5.
Về mặt ca từ, bài hát nói về tình dục nặng trong một hộp đêm, những hành động đồi bại và có liên quan tới bạo lực, gồm có boxing và đấu vật trong bùn một cách điên loạn. Phần ca từ trong bài hát đã chỉ rõ sự ham thú tình dục trong một hộp đêm: "Nó đã bộc phát rồi, đài phát đang rất to (oh) / Vẫn đang nhảy múa, mới sáu giờ sáng thôi / Nhảy nhót gợi dục, mặt kính vỡ mất thôi (oh) / Đừng hỏi nhiều, cứ làm việc đó đi / Nhiệt độ đang tăng rồi (bạn có cảm thấy không đấy?) / Sắp bùng nổ rồi / Kiếm mấy cô gái nào, kiếm mấy chàng trai đi / Chuẩn bị khuấy động nào." ("It's explosive, speakers are pumping (oh) / Still jumping, six in the morning / Table dancing, glasses are crashing (oh) / No question, time for some action / Temperature's up (can you feel it?) / About to erupt / Gonna get my girls, get your boys / Gonna make some noise.")

## Đánh giá chuyên môn
"Dirrty" nhận được những đánh giá trái chiều từ các nhà phê bình. Trang mạng AllMusic đánh giá bài hát "dở tệ" và chê giọng hát của Aguilera trong bài hát quá "khiêm tốn". Tờ tạp chí Entertainment Weekly đánh giá bài hát với số điểm D-, nói rằng bài hát "yếu ớt và chói tai", và phê bình bài hát không đủ hấp dẫn để được biểu diễn ven đường. Tuy nhiên, tờ tạp chí The Guardian lại nói rằng bài hát thật "hoành tráng một cách đồi trụy", và tờ tạp chí Slant Magazine nói rằng đó là bài hát hay nhất được trích từ album Stripped.
Tờ tạp chí Stylus nói rằng ca khúc là đĩa đơn hay nhất của năm 2002, và ấn tượng với cách "nhịp đập đi đôi với bài hát một cách hoàn hảo theo tự nhiên", và hiệu ứng sử dụng kỹ thuật overdubbing cũng được khen ngợi rất nhiều. Bài hát đã được đề cử nhiều giải thưởng danh giá, trong đó có một giải Grammy ở hạng mục "Hợp tác giọng pop xuất sắc nhất". "Dirrty" đã chiến thắng một giải MOBO ở hạng mục "Video của năm" và một giải Q Awards năm 2003 ở Liên hiệp Anh cho hạng mục "Ca khúc của năm".

## Diễn biến trên các bảng xếp hạng

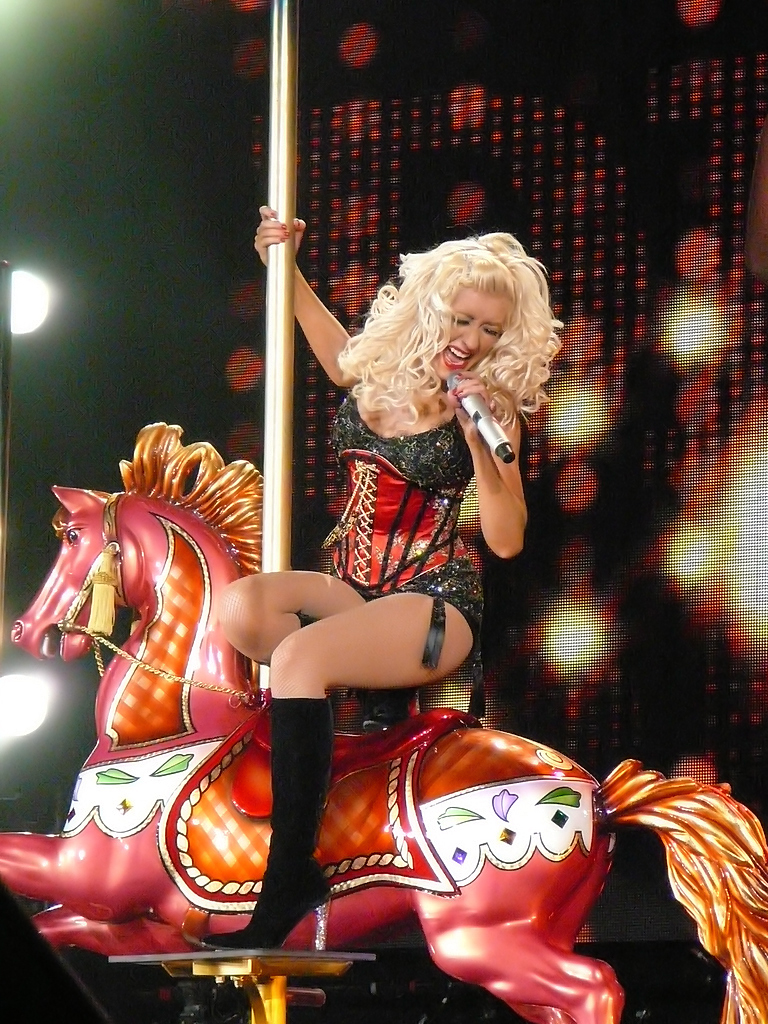
Christina Aguilera biểu diễn trong chuyến lưu diễn Back to Basics Tour tại Úc.

Tại Mỹ, "Dirrty" là một thất bại thương mại khi chỉ đạt vị trí cao nhất là thứ 48 trên bảng xếp hạng Billboard Hot 100. Mặc dù vậy, bài hát trụ lại trên bảng xếp hạng tới 40 tuần, khiến đây là bài hát có mặt trên bảng xếp hạng lâu nhất của Christina. Trên đài phát mainstream tại Mỹ, bài hát khá thành công khi đạt vị trí thứ 14 trên bảng xếp hạng Billboard Top 40 Mainstream và thứ 22 trên bảng xếp hạng Billboard Top 40 Tracks. Ngoài ra, bài hát cũng khá thành công khi phát thanh trên đài rhythmic, đạt vị trí thứ 20 trên bảng xếp hạng Billboard Rhythmic Top 40.
Tại thị trường âm nhạc châu Âu, bài hát là một thành công thương mại. Tại bảng xếp hạng UK Singles Chart của Liên hiệp Anh, "Dirrty" ra mắt tại vị trí quán quân ngay trong tuần đầu tiên và đứng quán quân hai tuần liên tiếp và trụ lại bảng xếp hạng trong 9 tuần. "Dirrty" là đĩa đơn bán chạy thứ 30 tại Liên hiệp Anh vào năm 2002. Ngoài ra, bài hát còn lọt vào tốp mười các bảng xếp hạng của Áo, Bỉ, Đan Mạch, Đức, Hungary, Ý, Hà Lan, Na Uy, Thụy Điển và Thụy Sĩ. Đặc biệt, bài hát cũng xếp hạng quán quân tại Ireland. Trên toàn châu Âu, bài hát đạt vị trí thứ ba trên bảng xếp hạng European Hot 100 Singles.
Tại Canada, "Dirrty" cũng thành công không kém khi ra mắt tại vị trí thứ 7 trong tuần đầu tiên, đạt vị trí cao nhất là thứ 5 vào tuần thứ mười đó và trụ lại tốp mười bảng xếp hạng Canadian Hot 100 trong ba tháng rưỡi (từ ngày 23 tháng 11 năm 2002 tới ngày 8 tháng 3 năm 2003). Bài hát xếp có cao nhất tại vị trí thứ 4 trên bảng xếp hạng ARIA Singles Chart của Úc trong 3 tuần liên tiếp và trụ lại bảng xếp hạng trong 11 tuần. Cuối năm 2002, bài hát xếp hạng thứ 36 trên bảng xếp hạng ARIA Singles Chart và vị trí thứ 12 trên bảng xếp hạng ARIA Urban Singles Chart. Hiệp hội Công nghiệp Ghi âm Úc (ARIA) cấp chứng nhận bạch kim cho bài hát với doanh số là 70.000 bản tiêu thụ. "Dirrty" đạt vị trí thứ 8 trên bảng xếp hạng Italian Singles Chart của Ý và trụ lại bảng xếp hạng 13 tuần. Tại Thụy Sĩ, bài hát đạt vị trí thứ ba trên bảng xếp hạng Swiss Singles Chart. Trên bảng xếp hạng toàn cầu Global Track Chart (hay United World Chart), bài hát cũng rất thành công khi đạt vị trí thứ 5.

## Video âm nhạc
Video âm nhạc cho "Dirrty" được đạo diễn bởi David LaChapelle mà nó được miêu tả là "một cuộc ăn chơi điên loạn hậu tận thế." Video được quay với khung cảnh là một câu lạc bộ đêm nhớp nhúa, điên cuồng.

### Tổng quan

Một cảnh quay trong video âm nhạc "Dirrty", thể hiện Aguilera trong một vòng đấu đấm bốc, với bộ bikini và quần chap bốc lửa.

Video bắt đầu với cảnh Aguilera kéo dây xích áo và lên xe mô tô để đến một câu lạc bộ đêm. Aguilera xuất hiện tiếp theo trong một cái lồng sắt được thả từ trên trần xuống một vòng đấu boxing với trang phục bikini và quần chap (một loại quần hở mông) khêu gợi. Cô cùng các nữ vũ công khác nhảy những điệu múa gợi dục trên nền sàn đấu, với xung quanh là những người đàn ông ở trần, nhớp nhúa và cổ vũ nhiệt liệt. Sau đó, video được cắt và chuyển sang cảnh tiếp theo. Aguilera ở cảnh quay này vẫn mặc bộ bikini, nhưng thay vào quần chap là một chiếc váy ngắn.
Ở đoạn giữa, Aguilera đấu với một nữ võ sĩ mang mặt nạ sắt mặc trang phục màu lam và chiến thắng trước sự cổ vũ nhiệt tình của những người đàn ông lực lưỡng.
Cảnh tiếp theo, Redman xuất hiện và đọc rap trong sự lộn xộn của câu lạc bộ, đi qua hành lang nơi những người đàn ông và đàn bà đều nhớp nhúa dơ bẩn và thi nhau đấu vật trong bùn. Ở những cảnh cuối, Aguilera cùng các vũ công tiếp tục nhảy múa quằn quại trong một căn phòng xịt nước trông thật nhơ bẩn - đúng như tên gọi của bài hát.
Aguilera xuất hiện trong video với nhiều bộ trang phục khác nhau nhưng chủ yếu đều là những trang phục thiếu vải.

### Tiếp nhận

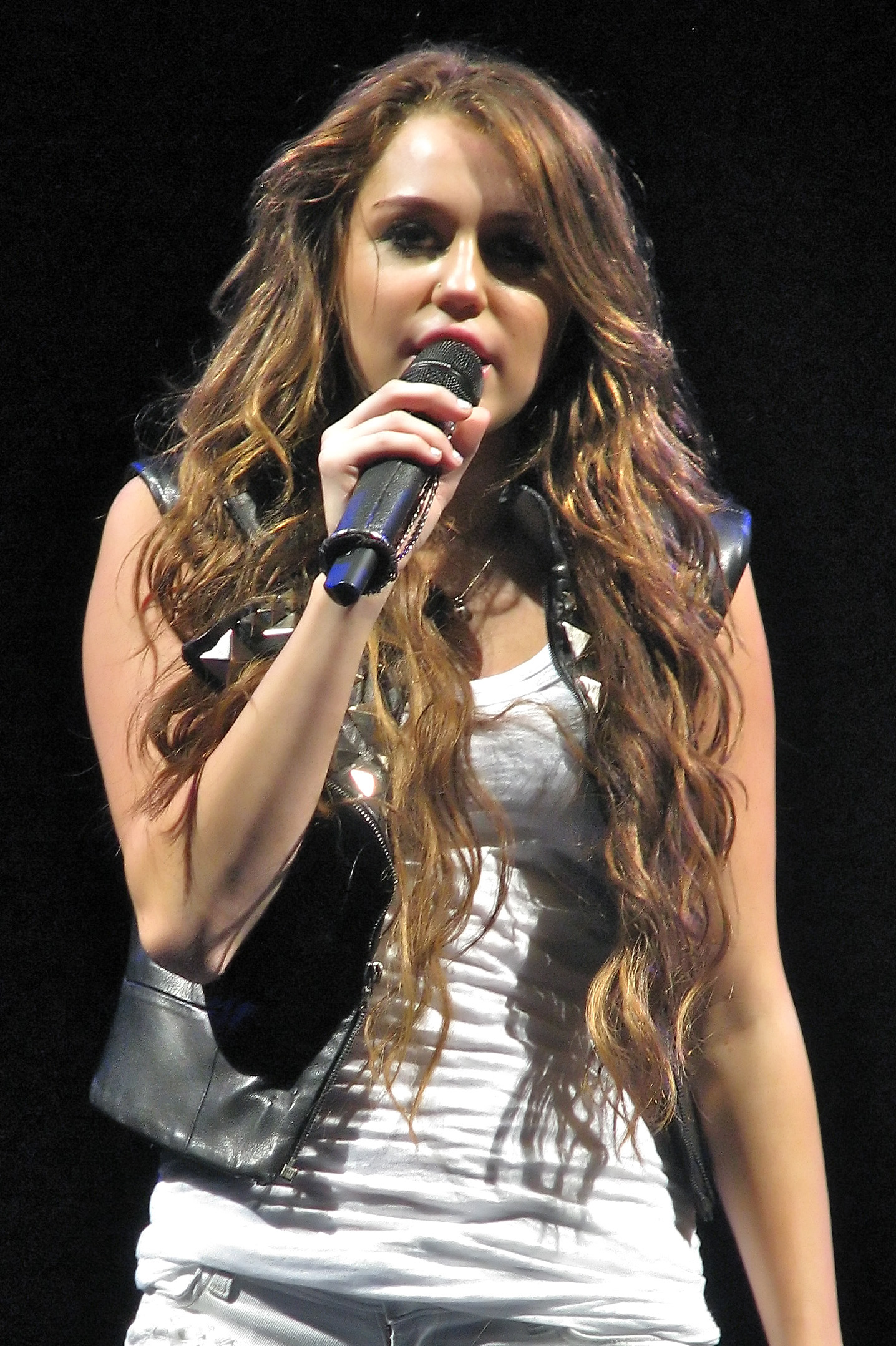
Mặc dù bị chỉ trích, song một số nghệ sĩ vẫn bày tỏ sự yêu thích của mình tới video "Dirry", trong đó có Miley Cyrus.

Sau khi công chiếu, video âm nhạc của "Dirrty" đã không khỏi nhận được những lời chỉ trích. Hình ảnh mới của Aguilera trong video đã bị phê bình rất nhiều. Khi Linda Perry xem video này lần đầu tiên, Perry đã hỏi, "Cô đã đi quá xa rồi không? Điều này thật khó chịu. Tại sao cô lại phải làm như thế này?" Sau hai tuần công chiếu, video đã bị phản đối bởi ngôi sao Sarah Michelle Gellar của bộ phim truyền hình Buffy the Vampire Slayer. Trên chương trình Saturday Night Live (SNL), Sarah đóng vai Christina và nói, "Khi công chúng thấy video này, họ sẽ ngay lập tức ngừng lại suy nghĩ về tôi là một cô gái tóc vàng hoe, hát bubblegum pop mà sẽ nghĩ tôi như một cô gái điếm thật sự." Sau đó, Aguilera đã phản kháng lại rằng "cái trò" đó của Sarah thật thảm hại và Christina "có thể làm tốt được hơn như thế." Tại Thái Lan, video đã bị phản đối kịch liệt và những áp phích tuyên truyền cho video bị dịch ra tiếng Thái là "du lịch tình dục tại Thái Lan" và "những cô gái vị thành niên." LaChapelle, đạo diễn của video, nói rằng ông chẳng hiểu nổi những áp phích đó nói gì, và hãng thu âm RCA đã cho các trạm phát thanh ngừng phát sóng video "Dirrty" tại quốc gia này.
Hình ảnh mới của cô trong video "Dirrty" đã bị công chúng từ chối và nó đã làm phai mờ đi âm nhạc của Aguilera. Tờ tạp chí Entertainment Weekly đã miêu tả cô là "người phụ nữ đê tiện kinh tởm nhất thế giới", và tờ tạp chí The Village Voice so sánh cô với sinh vật kinh tởm Xenomorph trong loạt phim Alien. Một vài đồng nghiệp của cô thời bấy giờ là Shakira và Avril Lavigne đã không tán thành hình ảnh của cô trong video. Tạp chí TIME bình luận về Aguilera, "Cô ấy xuất hiện chỉ để đóng một video nhạc có nội dung về gái mại dâm", và "cô ấy có thể đã có chuyện ấy." Phóng viên Emma Forrest còn nói thên, "những gì cô ấy đang làm là rác văn hóa với tình dục, và tôi phải nói rằng cô ấy quá trẻ để có thể đóng video như thế [...] Thậm chí Madonna còn chả làm như vậy."
Trao đổi với tạp chí People về video, Christina đã nói:
| “ | "Tôi có thể đã là một cô gái hư hỏng với cặp mông hở hang trong video [...] Nhưng nếu bạn để ý thật kĩ, thì tôi cũng là một cô gái tiên phong. Tôi không phải là một đứa ngu ngốc trong một video rap; mà tôi đang ở vị trí mạnh mẽ, và đang kiểm soát được mọi thứ quanh mình." | ” |

Mặc dù bị chỉ trích, song các nghệ sĩ như Kelly Clarkson, Taylor Momsen và Miley Cyrus bày tỏ sự yêu thích của họ tới video. Đặc biệt, Miley còn khen ngợi video là "một trong những video vĩ đại nhất mọi thời đại."
Video âm nhạc của "Dirrty" rất thành công trên các bảng xếp hạng video. Nó ra mắt tại vị trí thứ 6 trên bảng xếp hạng của kênh Total Request Live (TRL). Video trụ lại bảng xếp hạng trong 44 ngày,, và gần một nửa trong số đó là xếp hạng quán quân. Khi Total Request Live của MTV kết thúc vào năm 2008, chương trình đã liệt kê video tại vị trí thứ 4 trong danh sách "100 video vĩ đại nhất mọi thời đại của MTV."
Tại Lễ trao giải Video âm nhạc của MTV, video được đề cử ở bốn hạng mục gồm "Video nữ xuất sắc nhất", "Video nhạc dance xuất sắc nhất", "Video nhạc pop xuất sắc nhất" và "Biên đạo múa xuất sắc nhất". Video trụ vững trên bảng xếp hạng đếm ngược của chương trình MuchMusic trong 8 tuần và đạt vị trí thứ 11. Cuối năm 2004, video được bầu chọn là "Video gợi dục nhất mọi thời đại" bởi hơn 250.000 độc giả của tạp chí FHM. Tờ tạp chí Slant cũng xếp video tại vị trí thứ 100 trong danh sách "100 video vĩ đại nhất mọi thời đại." Năm 2012, video âm nhạc này đã được tạp chí The Sun tại Liên hiệp Anh xếp vị trí thứ nhất trong danh sách những video gợi dục nhất mọi thời đại.

## Biểu diễn trực tiếp
Năm 2002, Aguilera biểu diễn "Dirrty" tại Giải Âm nhạc châu Âu của MTV, tái diễn cảnh quay trong video, với xe mô tô, sàn đấu boxing và các vũ công nhớp nhúa. Trong buổi trình diễn đó, Aguilera mặc bộ bikini và quần chap hở phần mông. Năm 2003, Christina Aguilera biểu diễn bài hát "Dirrty" trong chuyến lưu diễn Justified/Stripped Tour.
Sau đó, cô lại tiếp tục biểu diễn bài hát trong chuyến lưu diễn Stripped Live... On Tour. Màn trình diễn "Dirrty" đã được Aguilera đưa vào DVD đính kèm là Stripped Live in the U.K.. Tại Giải Video âm nhạc của MTV năm 2003, Aguilera biểu diễn ca khúc này cùng với "Fighter". Sau đó, năm 2007, Aguilera lại tiếp tục biểu diễn "Dirrty" trong chuyến lưu diễn Back to Basics Tour. Màn trình diễn này đã được đưa vào DVD đính kèm cho chuyến lưu diễn là Back to Basics: Live and Down Under.

## Đại chúng
Rapper P. Diddy đã nhắc đến ca khúc "Dirrty" trong lời bài hát của anh, "Show Me Your Soul" (hợp tác cùng Lenny Kravitz, Loon & Pharrell Williams), nằm trong album Bad Boys II soundtrack.
Vào 2020, tạp chí Anh i-D đã xếp "Dirrty" đứng thứ tư trong danh sách Những sự trở lại xuất sắc nhất của thể loại Pop thế kỉ 21.
Ca khúc cũng được xuất hiện trong một tập của mùa 6 thuộc chương trình RuPaul's Drag Race All Stars, khi hai thí sinh Manila Luzon và Kylie Sonique Love phải hát nhép để giành được chiến thắng trong cuộc thi.

## Danh sách ca khúc và định dạng
| Đĩa vinyl 12" tại Mỹ 1. "Dirrty" - 4:58 2. "Dirrty" (phiên bản không rap) - 4:01 3. "Dirrty" (phiên bản không lời) - 4:58 Đĩa vinyl 12" tại châu Âu 1. "Dirrty" - 4:58 2. "Dirrty" (phiên bản không lời) - 4:58 3. "Dirrty" (phiên bản acapella) - 4:58 Đĩa đơn CD tại Mỹ 1. "Dirry" - 5:01 2. "Make Over" - 4:12 | Đĩa đơn CD tại châu Âu 1. "Dirrty" (phiên bản không rap) - 4:01 2. "I Will Be" - 4:12 Đĩa đơn CD tại Canada 1. "Dirrty" - 4:58 2. "I Will Be" - 4:12 Đĩa đơn CD tại Úc 1. "Dirrty" (phiên bản không rap) - 4:01 2. "I Will Be" - 4:12 3. "Dirrty" - 4:58 |

## Đội ngũ thực hiện
- Giọng hát: Christina Aguilera, Redman
- Sáng tác: Christina Aguilera, Redman, Rockwilder, Balewa Muhammad, Jasper Cameron
- Sản xuất: Christina Aguilera, Rockwilder
- Thu âm: Oscar Ramirez, Wassim Zreik, Dylan "3-D" Dresdow
- Hòa âm: Dave "Hard Drive" Pensado
- Phụ trách hòa âm: Ethan Willoughby

Nguồn: Lấy từ ghi chú album Stripped.

## Xếp hạng và chứng nhận doanh số
| Bảng xếp hạng (2002-03)        | Vị trí cao nhất |
| ------------------------------ | --------------- |
| Argentine Singles Chart        | 6               |
| Australian Singles Chart       | 4               |
| Austrian Singles Chart         | 5               |
| Belgium Flanders Singles Chart | 4               |
| Belgium Walloon Singles Chart  | 8               |
| Canadian Hot 100               | 5               |
| Danish Singles Chart           | 4               |
| Finnish Singles Chart          | 20              |
| French Singles Chart           | 98              |
| German Singles Chart           | 4               |
| Greek Singles Chart            | 24              |
| Hungarian Singles Chart        | 5               |
| Italian Singles Chart          | 8               |
| Irish Singles Chart            | 1               |
| Dutch Top 40                   | 2               |
| New Zealand Singles Chart      | 20              |
| Norwegian Singles Chart        | 3               |
| Portuguese Singles Chart       | 7               |
| Spanish Singles Chart          | 3               |
| Swedish Singles Chart          | 6               |
| Swiss Music Chart              | 3               |
| Taiwanese Top 10 Singles Chart | 2               |
| UK Singles Chart               | 1               |
| Billboard Hot 100              | 48              |
| Billboard Pop Songs            | 14              |
| United World Chart             | 5               |

| Bảng xếp hạng (2002)           | Vị trí |
| ------------------------------ | ------ |
| Australian Singles Chart       | 36     |
| Australian Urban Singles Chart | 12     |
| Austrian Singles Chart         | 65     |
| Irish Singles Chart            | 19     |
| Dutch Top 40                   | 16     |
| Swiss Singles Chart            | 22     |
| UK Singles Chart               | 30     |
| Bảng xếp hạng (2003)           | Vị trí |
| Austrian Singles Chart         | 58     |
| Dutch Top 40                   | 53     |

| Quốc gia    | Chứng nhận (Theo doanh số) |
| ----------- | -------------------------- |
| Úc          | Bạch kim                   |
| Bỉ          | Vàng                       |
| Đan Mạch    | Vàng                       |
| Na Uy       | Bạch kim                   |
| New Zealand | Vàng                       |
| Thụy Sĩ     | Vàng                       |

## Lịch sử phát hành
| Quốc gia | Ngày                 | Định dạng  |
| -------- | -------------------- | ---------- |
| Đức      | 14 tháng 10 năm 2002 | Đĩa đơn CD |
| Pháp     | 18 tháng 10 năm 2002 | Đĩa đơn CD |
| Hoa Kỳ   | 29 tháng 10 năm 2002 | Đĩa đơn CD |
| Anh Quốc | 11 tháng 11 năm 2002 | Đĩa đơn CD |